# FC Twente in het seizoen 2007/08 (vrouwen)
Het seizoen 2007/2008 was het 1e seizoen in het bestaan van het vrouwenelftal van de Enschedese voetbalclub FC Twente. De Tukkers speelden in de Eredivisie en namen deel aan de KNVB beker, die gewonnen werd.

## Selectie en technische staf
Trainer Mary Kok-Willemsen kon bij aanvang van het seizoen beroep doen op een drietal doelvrouwen. Anne Garretsen was tot december de eerste keus, waarna Nadja Olthuis haar plek onder de lat overnam. Jolanda Tromp besloot gedurende de eerste seizoenshelft te stoppen. In de verdediging koos Kok-Willemsen regelmatig voor Mirte Roelvink, Marloes de Boer, Carola Winter en Lorca Van De Putte. Daarnaast werd er af en toe ook een beroep gedaan op Floranne van den Broek. Inge Hendrix stopte gedurende de eerste seizoenhelft. Zij speelde één duel.
Op het middenveld speelden doorgaans Marije Brummel, Sylvia Smit en Janneke Bijl. Ook Amber van der Heijde, Jolijn Heuvels, Jessica Torny, Aniek Schepens en Rebecca Tousalwa kregen speeltijd. In de tweede seizoenshelft kwam daar nog Sanne Pluim bij. De voorhoede bestond uit Marieke van Ottele, Anouk Dekker en Marlous Pieëte. Reserverspeelsters waren Malenthe Lugtmeier en Anneloes Kock.
| Nr. |                    | Naam                   | Positie      | Leeft. | Seiz. |
| --- | ------------------ | ---------------------- | ------------ | ------ | ----- |
| 1   | Vlag van Nederland | Anne Garretsen         | doelvrouw    | 18     | 1     |
| 2   | Vlag van Nederland | Marije Brummel         | middenvelder | 22     | 1     |
| 3   | Vlag van Nederland | Janneke Bijl           | middenvelder | 22     | 1     |
| 4   | Vlag van Duitsland | Carola Winter          | verdediger   | 20     | 1     |
| 5   | Vlag van België    | Inge Hendrix           | verdediger   | 25     | 1     |
| 6   | Vlag van Nederland | Marloes de Boer        | verdediger   | 25     | 1     |
| 7   | Vlag van Nederland | Mirte Roelvink         | verdediger   | 21     | 1     |
| 8   | Vlag van Nederland | Marlous Pieëte         | middenvelder | 18     | 1     |
| 9   | Vlag van Nederland | Marieke van Ottele     | aanvaller    | 25     | 1     |
| 10  | Vlag van Nederland | Jessica Torny          | middenvelder | 26     | 1     |
| 11  | Vlag van Nederland | Sylvia Smit            | aanvaller    | 21     | 1     |
| 12  | Vlag van Nederland | Anneloes Kock          | aanvaller    | 18     | 1     |
| 13  | Vlag van Nederland | Amber van der Heijde   | middenvelder | 18     | 1     |
| 14  | Vlag van Nederland | Rebecca Tousalwa       | middenvelder | 31     | 1     |
| 15  | Vlag van België    | Van De Putte           | middenvelder | 19     | 1     |
| 16  | Vlag van Nederland | Aniek Schepens         | middenvelder | 17     | 1     |
| 17  | Vlag van Nederland | Floranne van den Broek | verdediger   | 18     | 1     |
| 18  | Vlag van Nederland | Anouk Dekker           | aanvaller    | 21     | 1     |
| 19  | Vlag van Nederland | Malenthe Lugtmeier     | aanvaller    | 17     | 1     |
| 20  | Vlag van Nederland | Jolijn Heuvels         | middenvelder | 20     | 1     |
| 21  | Vlag van Nederland | Nadja Olthuis          | doelvrouw    | 21     | 1     |
| 22  | Vlag van Nederland | Jolanda Tromp          | doelvrouw    | 33     | 1     |
| 23  | Vlag van Nederland | Sanne Pluim            | middenvelder | 19     | 1     |

|                    | Naam               | Functie             |
| ------------------ | ------------------ | ------------------- |
| Vlag van Nederland | Mary Kok-Willemsen | Manager             |
| Vlag van Nederland | Stefan Hoogsteder  | Assistent trainer   |
| Vlag van Nederland | Ton Janssen        | Keeperstrainer      |
| Vlag van Nederland | Jurgen Kok         | Conditie trainer    |
| Vlag van Nederland | Joop Visscher      | Elftalbegeleider    |
| Vlag van Nederland | Mieke Schutten     | Medisch coördinator |
| Vlag van Nederland | Marco Vlierhaar    | Fysiotherapeut      |

| Olthuis Roelvink De Boer Winter Van De Putte Brummel Smit Bijl Van Ottele Dekker Pieëte |
| Meest gebruikelijke formatie.                                                           |

## Transfers
Daar FC Twente met een nieuw elftal begon moest er een compleet nieuwe selectie worden samengesteld. De meeste speelsters kwamen net al de coach van Be Quick '28. Daarnaast werden er ook twee speelsters uit België aangetrokken en kwamen er drie speelsters uit de Duitse Bundesliga. De overige speelsters kwamen van Nederlandse clubs.
Gedurende de eerste seizoenshelft besloten Jolanda Tromp en Inge Hendrix om te stoppen met voetbal. In de tweede seizoenhelft mocht Twente een nieuwe speelster begroeten. Sanne Pluim, die gedurende het gehele seizoen al meetrainde, werd eindelijk vrijgegeven door de KNVB.

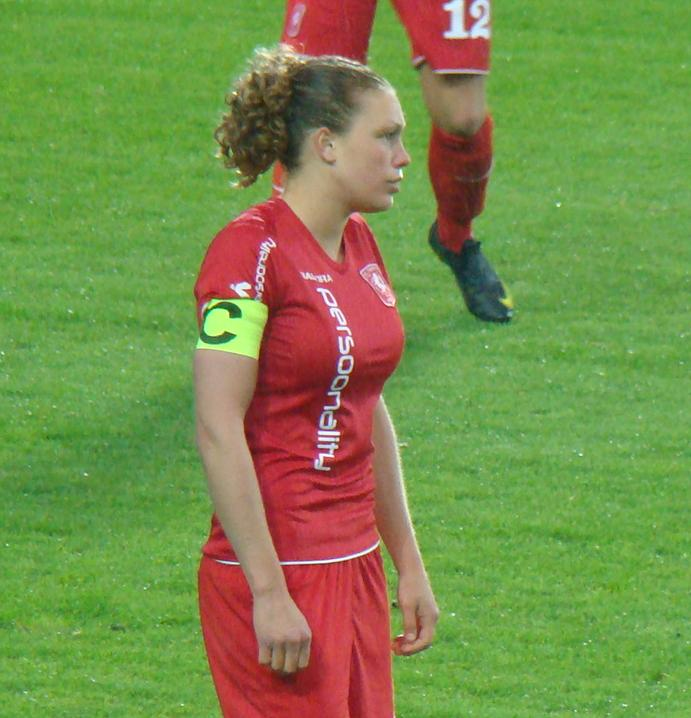
Mirte Roelvink kwam over van Be Quick '28.

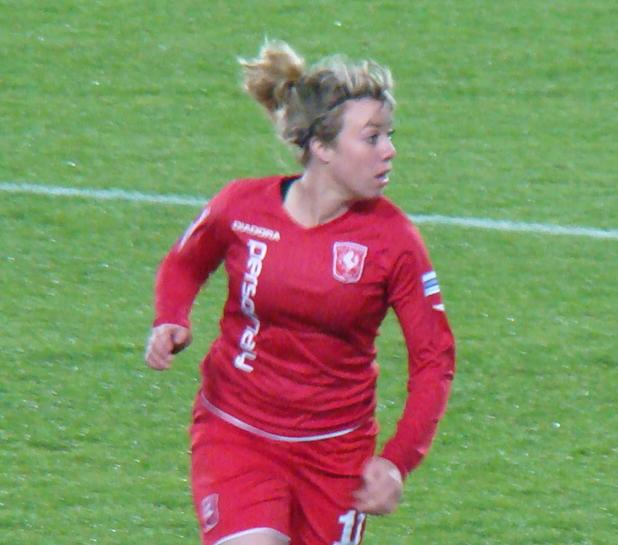
Ook Marlous Pieëte kwam over van de Zwolse club.

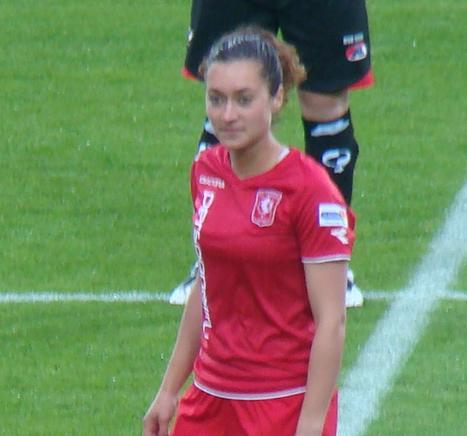
Amber van der Heijde werd bij Fortuna Wormerveer weggeplukt.

### Aangetrokken
| Nr. | Nat. | Naam                   | Leeft. | Van                | Type         | Periode | Contract tot | Transfersom |
| --- | ---- | ---------------------- | ------ | ------------------ | ------------ | ------- | ------------ | ----------- |
| 1   | NL   | Anne Garretsen         | 18     | RKHVV              | Transfervrij | Zomer   | medio 2008   | n.v.t.      |
| 2   | NL   | Marije Brummel         | 22     | Be Quick '28       | Transfervrij | Zomer   | medio 2008   | n.v.t.      |
| 3   | NL   | Janneke Bijl           | 22     | SV Saestum         | Transfervrij | Zomer   | medio 2008   | n.v.t.      |
| 4   | DE   | Carola Winter          | 20     | SG Essen           | Transfervrij | Zomer   | medio 2008   | n.v.t.      |
| 5   | BE   | Inge Hendrix           | 25     | Woluwe             | Transfervrij | Zomer   | medio 2008   | n.v.t.      |
| 6   | NL   | Marloes de Boer        | 25     | Be Quick '28       | Transfervrij | Zomer   | medio 2008   | n.v.t.      |
| 7   | NL   | Mirte Roelvink         | 21     | Be Quick '28       | Transfervrij | Zomer   | medio 2008   | n.v.t.      |
| 8   | NL   | Marlous Pieëte         | 18     | Be Quick '28       | Transfervrij | Zomer   | medio 2008   | n.v.t.      |
| 9   | NL   | Marieke van Ottele     | 25     | RKHVV              | Transfervrij | Zomer   | medio 2008   | n.v.t.      |
| 10  | NL   | Jessica Torny          | 26     | Fortuna Wormerveer | Transfervrij | Zomer   | medio 2008   | n.v.t.      |
| 11  | NL   | Sylvia Smit            | 21     | Be Quick '28       | Transfervrij | Zomer   | medio 2008   | n.v.t.      |
| 12  | NL   | Anneloes Kock          | 18     | RKHVV              | Transfervrij | Zomer   | medio 2008   | n.v.t.      |
| 13  | NL   | Amber van der Heijde   | 18     | Fortuna Wormerveer | Transfervrij | Zomer   | medio 2008   | n.v.t.      |
| 14  | NL   | Rebecca Tousalwa       | 31     | ASV Wartburgia     | Transfervrij | Zomer   | medio 2008   | n.v.t.      |
| 15  | BE   | Lorca Van De Putte     | 19     | Sinaai Girls       | Transfervrij | Zomer   | medio 2008   | n.v.t.      |
| 16  | NL   | Aniek Schepens         | 17     | RKTSV              | Transfervrij | Zomer   | medio 2008   | n.v.t.      |
| 17  | NL   | Floranne van den Broek | 18     | vv Oeken           | Transfervrij | Zomer   | medio 2008   | n.v.t.      |
| 18  | NL   | Anouk Dekker           | 21     | FFC Heike Rheine   | Transfervrij | Zomer   | medio 2008   | n.v.t.      |
| 19  | NL   | Malenthe Lugtmeier     | 17     | Be Quick '28       | Transfervrij | Zomer   | medio 2008   | n.v.t.      |
| 20  | NL   | Jolijn Heuvels         | 20     | FFC Heike Rheine   | Transfervrij | Zomer   | medio 2008   | n.v.t.      |
| 21  | NL   | Nadja Olthuis          | 21     | Be Quick '28       | Transfervrij | Zomer   | medio 2008   | n.v.t.      |
| 22  | NL   | Jolanda Tromp          | 23     | Be Quick '28       | Transfervrij | Zomer   | medio 2008   | n.v.t.      |
| 23  | NL   | Sanne Pluim            | 19     | Be Quick '28       | Transfervrij | 2e SH   | medio 2008   | n.v.t.      |

#### Vertrokken
| Nr. | Nat. | Naam          | Leeft. | Naar   | Type    | Periode | Transfersom | Wed. | Dlpt. |
| --- | ---- | ------------- | ------ | ------ | ------- | ------- | ----------- | ---- | ----- |
| 5   | BE   | Inge Hendrix  | 25     | n.v.t. | gestopt | 1e SH   | n.v.t.      | 1    | 0     |
| 22  | NL   | Jolanda Tromp | 33     | n.v.t. | gestopt | 1e SH   | n.v.t.      | 0    | 0     |

## Het seizoen
FC Twente startte dit jaar met haar vrouwenelftal in een compleet nieuwe competitie. De verwachtingen waren hooggespannen en volgens de kenners was Twente een van de titelkandidaten.
In de voorbereiding wisten de vrouwen enkele knappe resultaten te boeken. Zo werd er met 2-1 gewonnen van de Spaanse landskampioen Athletic Bilbao en met 3-2 van de Duitse nummer 2 FCR 2001 Duisburg. Ook oefende het diverse malen tegen A- en B-junioren van jongenselftallen, maar daartegen wist het nog niet te winnen.
Aanvoerster in het eerste jaar was Marloes de Boer, die tevens aanvoerster was bij het Nederlands vrouwenvoetbalelftal.
Gedurende de eerste seizoenshelft besloten Inge Hendrix en Jolanda Tromp te stoppen met voetbal.
In de voorbereiding op de tweede seizoenshelft wisten de vrouwen voor het eerst te winnen van een B1-jongenselftal. In een week met drie oefenduels werd de laatste tegen ATC'65 overtuigend met 5-1 gewonnen.
Op 19 maart 2008 werd Sanne Pluim alsnog bij de groep gevoegd. De middenveldster mocht eerst van de KNVB niet voor Twente uitkomen, maar later werd dat besluit terug gedraaid.

### Eredivisie

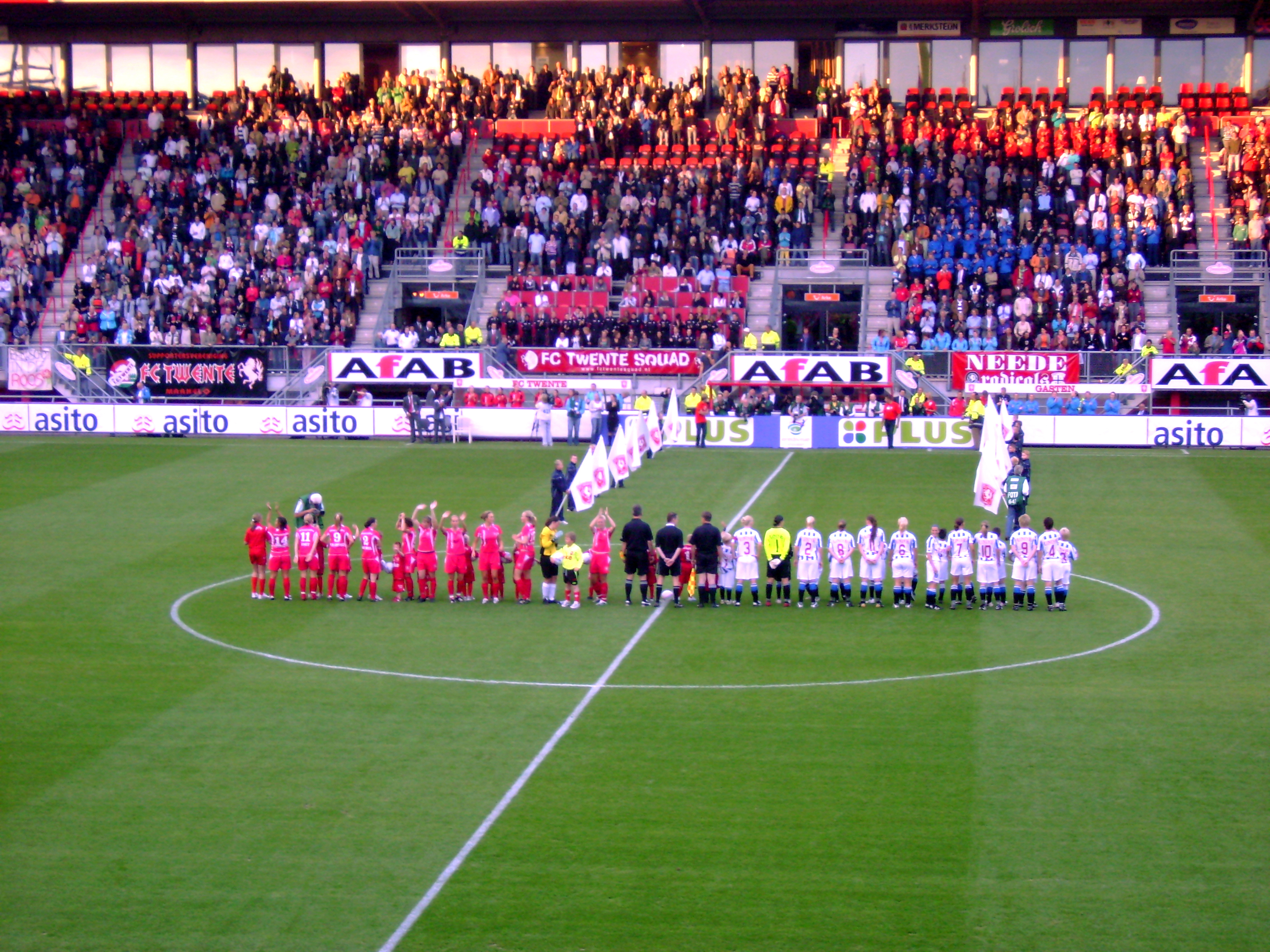
Openingswedstrijd in het Arke Stadion.

Op 29 augustus 2007 opent Twente de eredivisie tegen sc Heerenveen voor zo’n 5.500 toeschouwers. Marieke van Ottele wist hierin al na 75 seconden te scoren, maar toch was het Heerenveen die er met de winst vandoor ging.
Tijdens de eerste seizoenhelft wist Twente zich na de nederlaag tegen sc Heerenveen goed te herpakken. De eerste vijf wedstrijden na deze nederlaag werd er niet meer verloren en stond Twente na de winst op koploper ADO Den Haag bovenaan. In de laatste vier wedstrijden voor de winterstop ging het echter tot driemaal toe onderuit en zo vonden we Twente eind december terug op de derde plek.
In 2008 wist het in de competitie de negatieve serie van voor de winterstop niet om te buigen, pas op 27 maart wist Twente voor het eerst weer te winnen. Heerenveen, waartegen ook de laatste overwinning was geboekt, werd het slachtoffer. Aan het eind van de rit vonden we FC Twente terug op een teleurstellende vijfde plaats.

### KNVB beker
Na een simpele 9-0-overwinning op Oranje Nassau uit Groningen in eigen huis, had Twente in de 1/8 finale de grootste moeite met de Amsterdamse hoofdklasser Wartburgia. Pas diep in de blessuretijd wist Mirte Roelvink de gelijkmaker te scoren en werd er door middel van een strafschoppenserie gewonnen. In de kwartfinale werd sc Heerenveen opzij gezet. Tot vijf minuten voor tijd stonden de Friezen nog met 1-0 voor, maar door twee doelpunten van Jessica Torny en een van Marieke van Ottele werd er alsnog gewonnen. Twente wist zelfs door te dringen tot de finale, waarin FC Utrecht de tegenstander was. Willem II werd in de halve finale met 0-2 verslagen in Tilburg door doelpunten van Anouk Dekker en Marlous Pieëte. In de finale werd uiteindelijk ook FC Utrecht aan de zegekar gebonden. De Tukkers speelden een helft lang met tien speelsters, nadat Jolijn Heuvels op slag van rust haar tweede gele kaart van de wedstrijd ontving. De stand was op dat moment 1-1, na doelpunten van Janneke Bijl en Lesley Landweer (Utrecht). Carola Winter kopte FC Twente in de tweede helft weer op voorsprong en Sylvia Smit besliste vanaf de penaltystip de wedstrijd. FC Twente was hiermee de eerste BVO die beslag legt op de KNVB beker.

### Blessures
De eerste tegenslag van het seizoen was de blessure van Jessica Torny. De Vriezenveense raakte in de voorbereiding geblesseerd en heeft pas in het zevende competitieduel haar officiële debuut kunnen maken voor Twente. Ook Nadja Olthuis raakte tijdens de voorbereiding geblesseerd, maar zij was voor aanvang van de competitie weer fit. Janneke Bijl werd geblesseerd aangetrokken, maar zij maakte na bijna een jaar blessureleed tijdens het derde competitieduel haar debuut voor FC Twente. Anneloes Kock raakte tijdens de eerste seizoenshelft geblesseerd en was tot en met de winterstop uitgeschakeld, ook in de tweede seizoenshelft moet ze nog enkele wedstrijden missen.

## Wedstrijden

### Oefenduels
| Datum            | Wedstrijd                                | Uitslag | Doelpuntenmakers Twente                                            |
| ---------------- | ---------------------------------------- | ------- | ------------------------------------------------------------------ |
| 1 augustus 2007  | FC Twente - Athletic Bilbao              | 2 - 1   | Torny, De Boer                                                     |
| 10 augustus 2007 | FC Twente - FCR 2001 Duisburg            | 2 - 1   | Smit (2), Torny                                                    |
| 15 augustus 2007 | FC Berghuizen - FC Twente                | 1 - 1   | Torny                                                              |
| 28 mei 2008      | RKHVV - FC Twente                        | 0-6     | Van Ottele, Pluim, Charlotte (gastspeler), Dekker (2), Bijl        |
| 31 mei 2008      | FC Eibergen (regio selectie) - FC Twente | 0-12    | Pluim (2), Heuver (2), Hulshof, Dekker (5), Van der Heijde, Winter |
| 11 juni 2008     | AZSV - FC Twente                         | 0-3     | Dekker (2), Pluim                                                  |
| 14 juni 2008     | Sp. Eefde - FC Twente                    | 0-9     | onbekend                                                           |
| 8 juni 2008      | Damacota - FC Twente                     | 0-19    | onbekend                                                           |

### Eredivisie
| |                                                                                                  |               |                                                                                              | |
| 29 augustus 2007 | FC Twente                                                                                        | 2 - 3 (1 - 2) | sc Heerenveen                                                                                | Opstelling FC Twente: |
| Arke Stadion 5.500 toeschouwers W. Bronsvoort | Marieke van Ottele 2' Sylvia Smit 81'                                                            |               | Nicole Delies 5' Sherida Spitse 10' (pen.) Sherida Spitse 90'                                | Garretsen, Brummel (53’ Dekker), Roelvink, Van den Broek, Hendrix (46’ Van De Putte), van der Heijde, De Boer , Tousalwa (46’ Kock), Pieëte, Van Ottele, Smit                  |
| |                                                                                                  |               |                                                                                              | |
| 6 september 2007 | AZ                                                                                               | 0 -1 (0 - 1)  | FC Twente                                                                                    | Opstelling FC Twente: |
| Sportcomplex ‘t Lood 650 toeschouwers D.J. Higler |                                                                                                  |               | Marieke van Ottele 39'                                                                       | Garretsen, Roelvink, De Boer , Winter (85’ Heuvels), Van De Putte, Brummel, Schepens (46’ Van den Broek), Pieëte, Kock, Van Ottele, Smit                                       |
| |                                                                                                  |               |                                                                                              | |
| 13 september 2007 | FC Twente                                                                                        | 2 – 0 (0 – 0) | Willem II                                                                                    | Opstelling FC Twente: |
| FC Twente-trainingscentrum 400 toeschouwers B.J. Fikkert | Marloes de Boer 75' Sylvia Smit 83'                                                              |               |                                                                                              | Garretsen, Roelvink, De Boer , Winter, Van De Putte, van der Heijde, Bijl (46’ Brummel), Pieëte, Kock (60’ Lugtmeier, Van Ottele (76’ Dekker), Smit                            |
| - Janneke Bijl maakte na lang blessureleed haar rentree op de Nederlandse velden. |                                                                                                  |               |                                                                                              | |
| |                                                                                                  |               |                                                                                              | |
| 20 september 2007 | FC Utrecht                                                                                       | 0 – 2 (0 – 1) | FC Twente                                                                                    | Opstelling FC Twente: |
| Sportcomplex Zoudenbalch 700 toeschouwers J. de Graaf |                                                                                                  |               | Anouk Dekker 2' Janneke Bijl 85'                                                             | Garretsen, Roelvink, De Boer , Winter, Van De Putte, van der Heijde (Bijl), Brummel, Pieëte, Smit, Dekker (Kock), Van Ottele (Lugtmeier)                                       |
| |                                                                                                  |               |                                                                                              | |
| 4 oktober 2007 | ADO Den Haag                                                                                     | 1 – 1 (0 – 1) | FC Twente                                                                                    | Opstelling FC Twente: |
| Stadion Forepark 1.000 toeschouwers | Leonne Stentler 84'                                                                              |               | Malenthe Lugtmeier 25'                                                                       | Garretsen, Roelvink, De Boer , Winter, Van De Putte, Brummel, Bijl, Pieëte, Lugtmeier, Van Ottele (76' Schepens), Smit (62' van der Heijde)                                    |
| - FC Twente bracht ADO Den Haag het eerste puntverlies toe en naderde de koploper tot op drie punten. Bij een overwinning in de volgende wedstrijd, thuis tegen ADO, neemt Twente de koppositie over.                                  |                                                                                                  |               |                                                                                              | |
| |                                                                                                  |               |                                                                                              | |
| 18 oktober 2007 | FC Twente                                                                                        | 3 – 2 (0 – 1) | ADO Den Haag                                                                                 | Opstelling FC Twente: |
| FC Twente-trainingscentrum 1.000 toeschouwers Bekebrede | Sylvia Smit 47' Sylvia Smit 49' Anouk Dekker 63'                                                 |               | Karin Legemate 32' (pen.) Carola Winter 51' (e.d.)                                           | Garretsen, Roelvink, De Boer , Winter (74' Schepens), Van De Putte, Brummel, Bijl, van der Heijde, Lugtmeier, Dekker, Smit                                                     |
| - Door de overwinning op ADO Den Haag neemt Twente de koppositie over van datzelfde ADO op basis van een beter doelsaldo. |                                                                                                  |               |                                                                                              | |
| |                                                                                                  |               |                                                                                              | |
| 25 oktober 2007 | FC Twente                                                                                        | 1 – 2 (1 – 0) | AZ                                                                                           | Opstelling FC Twente: |
| FC Twente-trainingscentrum 600 toeschouwers R. Eickelman | Anouk Dekker 8'                                                                                  |               | Chantal de Ridder 62' Merel van Nes 69'                                                      | Garretsen, Brummel, Roelvink, De Boer , Van De Putte, van der Heijde (57' Van Ottele), Bijl, Pieëte (41' Torny), Lugtmeier ('72 Schepens), Dekker, Smit                        |
| - FC Twente verloor door de nederlaag ook de koppositie aan ADO Den Haag, die gelijk speelden tegen sc Heerenveen. ADO staat daardoor één punt boven Twente, dat nu gelijk in punten staat met AZ, maar wel een beter doelsaldo heeft. |                                                                                                  |               |                                                                                              | |
| - Jessica Torny maakte haar debuut voor FC Twente. Ze was voldoende hersteld van een blessure die ze had opgelopen in de voorbereiding.                                                                                                |                                                                                                  |               |                                                                                              | |
| |                                                                                                  |               |                                                                                              | |
| 8 november 2007 | sc Heerenveen                                                                                    | 0–2 (0-2)     | FC Twente                                                                                    | Opstelling FC Twente: |
| Sportpark Skoatterwâld 400 toeschouwers |                                                                                                  |               | Anouk Dekker 7' Sylvia Smit 30'                                                              | Garretsen, Roelvink, De Boer , Winter (Van Ottele), Van De Putte, Brummel, van der Heijde, Bijl (Schepens), Pieëte (Tousalwa), Dekker, Smit                                    |
| - Doordat ADO Den Haag tegen Willem II niet verder kwam dan een gelijkspel, neemt Twente de koppositie weer over. AZ heeft evenveel punten, maar Twente heeft een beter doelsaldo.                                                     |                                                                                                  |               |                                                                                              | |
| |                                                                                                  |               |                                                                                              | |
| 29 november 2007 | Willem II                                                                                        | 5–2 (4-1)     | FC Twente                                                                                    | Opstelling FC Twente: |
| Sportcomplex Bijstervelden 250 toeschouwers | Jette van Vlerken 7' Dominique Vugts 30' Gisele Fraikin 40' Karin Stevens 42' Gisele Fraikin 82' |               | Sylvia Smit 45+2' Jessica Torny 53'                                                          | Garretsen, Roelvink, De Boer , Winter (30' Marlous Pieëte), Van De Putte, Brummel, van der Heijde (54' Malenthe Lugtmeier), Bijl, Van Ottele, Dekker (46' Jessica Torny), Smit |
| - Door de nederlaag verloor Twente de koppositie aan AZ, die Heerenveen met 4-0 versloegen. |                                                                                                  |               |                                                                                              | |
| |                                                                                                  |               |                                                                                              | |
| 12 december 2007 | AZ                                                                                               | 3–1 (2-1)     | FC Twente                                                                                    | Opstelling FC Twente: |
| Sportcomplex 't Lood 340 toeschouwers S. Gözügüyük | Claudia van den Heiligenberg 12' Dionne Demarteau 25' Liesbeth Migchelsen 73' (pen.)             |               | Anouk Dekker 39'                                                                             | Olthuis, Roelvink, De Boer , Winter, Van De Putte, Brummel, van der Heijde (60' Van Ottele), Bijl, Pieëte (70' Lugtmeier), Dekker (80' Torny), Smit                            |
| |                                                                                                  |               |                                                                                              | |
| 24 januari 2008 | FC Twente                                                                                        | 0–0 (0-0)     | sc Heerenveen                                                                                | Opstelling FC Twente: |
| FC Twente-trainingscentrum 120 toeschouwers |                                                                                                  |               |                                                                                              | Olthuis, Pieëte (69' Schepens, Roelvink, Winter, Van De Putte, De Boer , Torny (61' Brummel), Bijl, Van Ottele, Dekker, Smit                                                   |
| |                                                                                                  |               |                                                                                              | |
| 30 januari 2008 | FC Twente                                                                                        | 2–3 (1-0)     | FC Utrecht                                                                                   | Opstelling FC Twente: |
| FC Twente-trainingscentrum 250 toeschouwers O.S. van Leijenhorst | Jessica Torny 8' Sylvia Smit 89'                                                                 |               | Tessa Oudejans 53' Mandy Versteegt 58' Tessa Oudejans 77'                                    | Olthuis, Roelvink, De Boer , Winter, Pieëte, Bijl (55' Smit), Torny (81' Van den Broek), Van De Putte, Lugtmeier (37' Brummel), Dekker, Van Ottele Marieke van Ottele (87')    |
| |                                                                                                  |               |                                                                                              | |
| 7 februari 2008 | FC Utrecht                                                                                       | 2–1 (1-0)     | FC Twente                                                                                    | Opstelling FC Twente: |
| Sportcomplex Zoudenbalch 600 toeschouwers De Graaf | Lesley Landweer 44' Lisanne Vermeulen 52'                                                        |               | Anouk Dekker 73'                                                                             | Olthuis, Pieëte, Roelvink, Winter, Van De Putte, De Boer , Dekker, Bijl (Heuvels), Van Ottele, Torny (Brummel), Smit (Lugtmeier)                                               |
| |                                                                                                  |               |                                                                                              | |
| 14 februari 2008 | FC Twente                                                                                        | 0-5 (0-1)     | Willem II                                                                                    | Opstelling FC Twente: |
| FC Twente-trainingscentrum 150 toeschouwers S. de Jong |                                                                                                  |               | Femke Maes 4' Dominique Vugts 52' Karin Stevens 53' Kirsten van de Ven 54' Karin Stevens 71' | Olthuis, Roelvink, De Boer , Winter, Heuvels, Brummel, Schepens (62' Torny), Van De Putte, Pieëte (79' Lugtmeier), Dekker (46' Van Ottele), Smit                               |
| |                                                                                                  |               |                                                                                              | |
| 28 februari 2008 | FC Twente                                                                                        | 2-2 (1-0)     | ADO Den Haag                                                                                 | Opstelling FC Twente: |
| FC Twente-trainingscentrum 600 toeschouwers G. Cox | Sylvia Smit 42' Lorca Van De Putte 88'                                                           |               | Sheila van den Bulk 51' Nangila van Eyck 87'                                                 | Olthuis, Roelvink, De Boer , Winter (57' van der Heijde), Van De Putte, Brummel, Smit, Bijl (90' Schepens), Pieëte, Dekker (63' Torny), Van Ottele                             |
| |                                                                                                  |               |                                                                                              | |
| 27 maart 2008 | sc Heerenveen                                                                                    | 0–2 (0-0)     | FC Twente                                                                                    | Opstelling FC Twente: |
| Sportpark Skoatterwâld 250 toeschouwers |                                                                                                  |               | Sylvia Smit 62' Sylvia Smit 86'                                                              | Olthuis, Roelvink, De Boer , Winter, Bijl, Smit (88' Lugtmeier), Pluim, Van Ottele, Dekker (70' Schepens), Brummel (60' Pieëte)                                                |
| - Sanne Pluim maakte haar debuut voor FC Twente. |                                                                                                  |               |                                                                                              | |
| |                                                                                                  |               |                                                                                              | |
| 3 april 2008 | ADO Den Haag                                                                                     | 2–0 (0-0)     | FC Twente                                                                                    | Opstelling FC Twente: |
| Jeugdcomplex De Aftrap 500 toeschouwers Dhr. S.J. Tullender | Sheila van den Bulk 60' Nangila van Eyck 86'                                                     |               |                                                                                              | Olthuis, Roelvink, De Boer , Winter (17' Pieëte), Van De Putte, Brummel (46' Kock), Pluim, Bijl, Van Ottele (67' Torny), Dekker, Smit                                          |
| |                                                                                                  |               |                                                                                              | |
| 17 april 2008 | FC Twente                                                                                        | 0–2 (0-1)     | AZ                                                                                           | Opstelling FC Twente: |
| FC Twente-trainingscentrum 400 toeschouwers W.H. Bronsvoort |                                                                                                  |               | Dionne Demarteau 14' Mandy Faber 65'                                                         | Olthuis, Roelvink, Bijl , Winter, Van De Putte (71' Kock), Brummel, Dekker, Pluim, Pieëte (76' Lugtmeier), Torny (46' Smit), Van Ottele                                        |
| |                                                                                                  |               |                                                                                              | |
| 15 mei 2008 | FC Twente                                                                                        | 3–2 (1-0)     | FC Utrecht                                                                                   | Opstelling FC Twente: |
| Sportpark Slangenbeek 700 toeschouwers Dhr. Bronshorst | Marieke van Ottele 30' Marieke van Ottele 47' Marije Brummel 60'                                 |               | Shirley Smith 61' Shirley Smith 86'                                                          | Olthuis, Roelvink, Winter, Bijl, Heuvels, Pluim, Smit, De Boer (60' Schepens), Pieëte (45' Brummel), Dekker, Van Ottele (70' Kock)                                             |
| |                                                                                                  |               |                                                                                              | |
| 22 mei 2008 | Willem II                                                                                        | 2–0 (1-0)     | FC Twente                                                                                    | Opstelling FC Twente: |
| Willem II Stadion 1.500 toeschouwers Dhr. R. Souwen | Karin Stevens 33' Dominique Vugts 53'                                                            |               |                                                                                              | Olthuis, Brummel, Roelvink, Van den Broek, Van De Putte, Heuvels, Smit (70' van der Heijde), Pluim, Pieëte, Torny (64' Lugtmeier), Kock (64' Schepens)                         |
| |                                                                                                  |               |                                                                                              | |

### KNVB beker
|                                                               | |                      | | |
| 24 november 2007 (2e ronde)                                   | FC Twente | 9 - 0 (3 - 0)        | Oranje Nassau | Opstelling FC Twente: |
| FC Twente-trainingscentrum 100 toeschouwers Dhr. Baars        | Sylvia Smit 8' Anouk Dekker 18' Anouk Dekker 32' Amber van der Heijde 46' Jessica Torny 72' Sylvia Smit 79' Jessica Torny 84' Sylvia Smit 86' Sylvia Smit 90' |                      | | Olthuis, Roelvink , De Boer (Van De Putte), Winter, Bijl, van der Heijde, Tousalwa (Torny), Schepens, Van Ottele, Dekker (Brummel), Smit       |
|                                                               | |                      | | |
| 15 maart 2008 (1/8 finale)                                    | Wartburgia | 1-1 (0-0) (5-6 pen.) | FC Twente | Opstelling FC Twente: |
| Sportpark Drieburg 250 toeschouwers Dhr. Van de Waard         | Nina George 68' Mariëlle Huizer Nina George Sandra Dorelijers Gerda Edelman Mary-Jane Olumagba Monique van Veen Anne Vrijbloed                                | strafschoppen:       | Mirte Roelvink 90+12' Jessica Torny Sylvia Smit Anouk Dekker Marloes de Boer Carola Winter Marije Brummel Lorca Van De Putte | Garretsen, Brummel, Winter, Roelvink , Tousalwa (De Boer), Van den Broek, Smit, Van De Putte, Dekker, Heuvels, Lugtmeier (Torny)               |
|                                                               | |                      | | |
| 11 april 2008 (1/4 finale)                                    | sc Heerenveen | 1-3 (0-0)            | FC Twente | Opstelling FC Twente: |
| Sportpark Skoatterwâld                                        | Sherida Spitse 60' |                      | Jessica Torny 86' Jessica Torny 90' Marieke van Ottele 90+2'                                                                 | Olthuis, Roelvink, De Boer , Winter, Van De Putte, Dekker, Bijl, Smit, Pieëte (Torny), Van Ottele, Kock (60' Brummel)                          |
|                                                               | |                      | | |
| 10 mei 2008 (1/2 finale)                                      | Willem II | 0-2 (0-1)            | FC Twente | Opstelling FC Twente: |
| Sportcomplex Bijstervelden 350 toeschouwers De Bat            | |                      | Anouk Dekker 44' Marlous Pieëte 60'                                                                                          | Olthuis, Roelvink, De Boer , Winter, Van De Putte, Heuvels, Smit, Bijl, Pieëte (70' Brummel), Dekker, Van Ottele (60' Kock)                    |
|                                                               | |                      | | |
| 24 mei 2008 (finale)                                          | FC Utrecht | 1-3 (1-1)            | FC Twente | Opstelling FC Twente: |
| Mitsubishi Forklift-Stadion 1.500 toeschouwers Mw. S. de Jong | Lesley Landweer 40' |                      | Janneke Bijl 32' Carola Winter 56' Sylvia Smit 76' (pen.)                                                                    | Olthuis, Roelvink, De Boer (8' Brummel), Winter (76' Kock), Heuvels, Bijl, Smit, Van De Putte, Pieëte, Dekker, Van Ottele Jolijn Heuvels (45') |
|                                                               | |                      | | |

## Statistieken

### Algemeen
| Omschrijving                  | Kader      | Uitkomst                             |
| ----------------------------- | ---------- | ------------------------------------ |
| Grootste overwinning          | Competitie | diverse duels, 2 doelpunten verschil |
| Grootste overwinning          | Beker      | Oranje Nassau thuis (9-0)            |
| Grootste nederlaag            | Competitie | Willem II thuis (0-5)                |
| Grootste nederlaag            | Beker      | n.v.t.                               |
| Meest doelpuntrijke wedstrijd | Competitie | Willem II uit (5-2)                  |
| Meest doelpuntrijke wedstrijd | Beker      | Oranje Nassau thuis (9-0)            |

### Topscorers, aangevers en kaarten
| #      | Naam               | Goal |
| ------ | ------------------ | ---- |
| 1      | Sylvia Smit        | 15   |
| 2      | Anouk Dekker       | 9    |
| 3      | Jessica Torny      | 6    |
| 4      | Marieke van Ottele | 5    |
| 5      | Janneke Bijl       | 2    |
| 6      | 8 spelers          | 1    |
| Totaal | Totaal             | 45   |

| #      | Naam               | Assists |
| ------ | ------------------ | ------- |
| 1      | Sylvia Smit        | 7       |
| 2      | Marloes de Boer    | 4       |
| 3      | Marieke van Ottele | 3       |
| 4      | Janneke Bijl       | 2       |
| 5      | 4 spelers          | 1       |
| Totaal | Totaal             | 20      |

| #      | Naam               |    |   |
| ------ | ------------------ | -- | - |
| 1      | Marieke van Ottele | 2  | 1 |
| 2      | Anouk Dekker       | 4  | 0 |
| 3      | Janneke Bijl       | 3  | 0 |
| 4      | Jolijn Heuvels     | 0  | 1 |
| 5      | 2 spelers          | 2  | 0 |
| 7      | 6 spelers          | 1  | 0 |
| Totaal | Totaal             | 19 | 2 |

#### Eredivisie
| #      | Naam               | Goal |
| ------ | ------------------ | ---- |
| 1      | Sylvia Smit        | 10   |
| 2      | Anouk Dekker       | 6    |
| 3      | Marieke van Ottele | 4    |
| 4      | Jessica Torny      | 2    |
| 5      | 5 spelers          | 1    |
| Totaal | Totaal             | 27   |

| #      | Naam               | Assists |
| ------ | ------------------ | ------- |
| 1      | Sylvia Smit        | 5       |
| 2      | Marloes de Boer    | 3       |
| 3      | Marieke van Ottele | 2       |
| 4      | 4 spelers          | 1       |
| Totaal | Totaal             | 14      |

| #      | Naam               |    |   |
| ------ | ------------------ | -- | - |
| 1      | Marieke van Ottele | 2  | 1 |
| 2      | Anouk Dekker       | 3  | 0 |
| 3      | Janneke Bijl       | 2  | 0 |
| 3      | Marloes de Boer    | 2  | 0 |
| 5      | 6 spelers          | 1  | 0 |
| Totaal | Totaal             | 15 | 1 |

#### KNVB beker
| #      | Naam          | Goal |
| ------ | ------------- | ---- |
| 1      | Sylvia Smit   | 5    |
| 2      | Jessica Torny | 4    |
| 3      | Anouk Dekker  | 3    |
| 4      | Janneke Bijl  | 2    |
| 5      | 5 spelers     | 1    |
| Totaal | Totaal        | 19   |

| #      | Naam               | Assists |
| ------ | ------------------ | ------- |
| 1      | Sylvia Smit        | 2       |
| 2      | Janneke Bijl       | 1       |
| 2      | Marloes de Boer    | 1       |
| 2      | Marieke van Ottele | 1       |
| 2      | Mirte Roelvink     | 1       |
| Totaal | Totaal             | 6       |

| #      | Naam                   |   |   |
| ------ | ---------------------- | - | - |
| 1      | Jolijn Heuvels         | 0 | 1 |
| 2      | Janneke Bijl           | 1 | 0 |
| 2      | Floranne van den Broek | 1 | 0 |
| 2      | Anouk Dekker           | 1 | 0 |
| 2      | Mirte Roelvink         | 1 | 0 |
| Totaal | Totaal                 | 4 | 1 |